# Franz Peter Knoodt

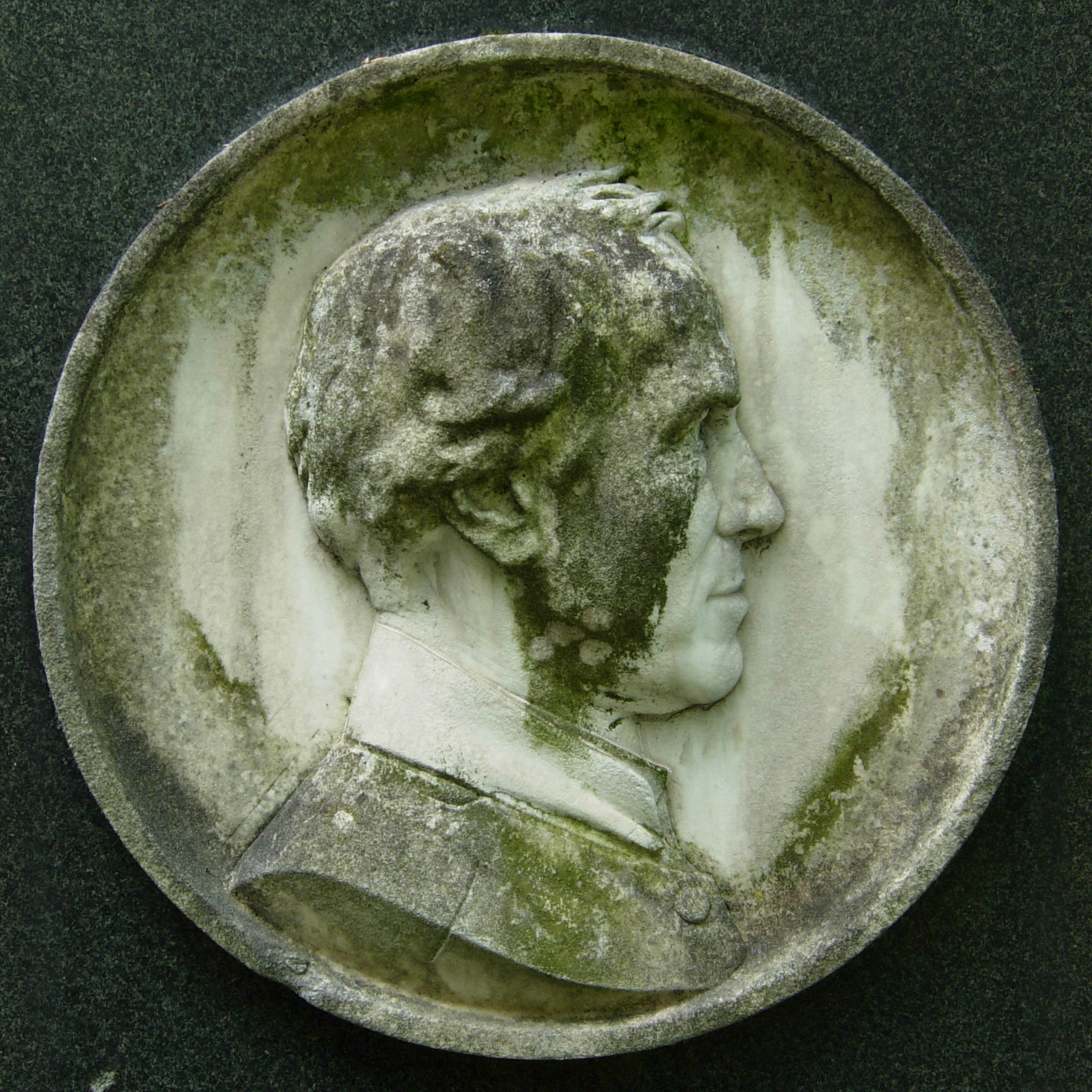
Franz Peter Knoodt, Marmor-Medaillon auf dem Alten Friedhof Bonn

Franz Peter Knoodt (auch Peter Knoodt; * 6. November 1811 in Boppard; † 27. Januar 1889 in Bonn) war ein deutscher Philosoph und Theologe.

## Leben
Knoodts Eltern waren der Bopparder Bürgermeister Heinrich Knoodt jun. und Josepha (geb. Goutzen). Er war ein Vetter der Brüder August und Peter Reichensperger (ihre Mutter war Margarethe Knoodt, die Schwester von Heinrich Knoodt jun.). Nach dem Besuch des Progymnasiums in Boppard und des Gymnasiums in Koblenz begann er 1829 das Studium der katholischen Theologie an der Universität Bonn (bereits 1828 wurde er Mitglied der Alten Bonner Burschenschaft). Dort begegnete er der Philosophie von Georg Hermes. 1831 zog er an die Universität Tübingen, 1833 besuchte er das Priesterseminar in Trier. 1835 wurde er zum Priester geweiht und als Kaplan an der Trierer Liebfrauenkirche angestellt. 1837 übertrug man ihm die Religionslehrerstelle am Gymnasium Koblenz.
Bereits in Trier hatte er sich mit den Werken des damals populären, aber auch umstrittenen tschechisch-österreichischen Philosophen und Theologen Anton Günther befasst, insbesondere mit dessen Hauptwerk Vorschule zur speculativen Theologie des positiven Christentums. 1841 reiste Knoodt nach Wien, wo sich Günther, ein Schüler des Logikers und Theologen Bernard Bolzano, als Privatgelehrter aufhielt. Knoodt blieb drei Jahre bei ihm und wurde sein engster Schüler. 1844 siedelte er nach Breslau über. Dort traf er Johann Baptist Baltzer und Peter Joseph Elvenich, die sich ebenfalls von der Hermesianischen Philosophie abgewandt und der Güntherschen zugewandt hatten. 1845 wurde Knoodt promoviert mit der Dissertation De Cartesii sententia: cogito ergo sum. Das Cogito-ergo-sum spielt in der Philosophie Günthers und Knoodts eine wichtige Rolle, denn beider Ausgangspunkt ist das Selbstbewusstsein.
Knoodt entwirft in seinem Artikel der Allgemeinen Deutschen Biographie über Günther einen Abriss der Güntherschen Philosophie, die weitgehend auch seine eigene ist. Danach lassen sich beide als Neu-Kartesianer bezeichnen. Sie bekämpften die Neuscholastik (Neuthomismus), den jesuitisch geprägten Ultramontanismus, aber auch den Pantheismus (sogar die kartesischen Ansätze dazu), und lehrten einen Dualismus, in dem sich der selbstbewusste Geist der Natur (einschließlich der beseelten Fauna, der teilweise auch der Mensch angehöre), gegenüberstellt (Geist und Natur als verschiedene Seinsformen und nicht als Ausprägungen desselben Seins wie bei Spinoza).
1845 ernannte die Philosophische Fakultät der Universität Bonn (auf Betreiben des preußischen Kultusministeriums) Knoodt zum außerordentlichen Professor. 1847 wurde er ordentlicher Professor in Bonn, nachdem er das Angebot der Universität Tübingen, einen vakanten Lehrstuhl für katholische Theologie zu besetzen, abgelehnt hatte. In Bonn hielt Knoodt Vorlesungen über Logik, Psychologie, Theorie der Sinne, Metaphysik, Ethik und Philosophiegeschichte (z. B. über Augustinus und Schopenhauer). 1859/60 amtierte er als Rektor der Universität.
1853 veröffentlichte Franz Jakob Clemens, Jesuiten-Zögling und Privatdozent für Philosophie in Bonn, eine Kritik der Güntherschen Philosophie (Die speculative Theologie Anton Günthers und die katholische Kirchenlehre). Darin wirft er Günther vor, er wolle eine dem Glauben entfremdete Wissenschaft auf katholischen Boden verpflanzen. Knoodt verteidigte Günther in dem dreibändigen Werk Günther und Clemens, offene Briefe, in dem er betont, dass sich Wissenschaft und Glauben nicht ausschlössen und es möglich sei, zwischen einer freien Wissenschaft und der geoffenbarten Wahrheit des positiven Christentums eine Brücke zu schlagen. Der Kölner Erzbischof Johannes von Geissel betrieb ein Verbot der Güntherschen Schriften. Die römische Index-Kommission willigte darin ein, dass der Breslauer Domkapitular Baltzer und der Benediktinerabt Theodor Gangauf die Güntherschen Schriften in Rom verteidigten. 1854 wurde Gangauf durch Knoodt abgelöst. Baltzer und Knoodt konnten die Indizierung zwar hinhalten, aber nicht aufhalten. 1857 wurden alle Schriften Günthers auf den Index gesetzt und damit verboten. Das Gleiche widerfuhr 1859 Knoodts Werk Günther und Clemens. Die Index-Kommission gab ihr Urteil jeweils mit dem Zusatz bekannt: Auctor iam pridem laudabiliter se subjecit.
In der Revolution 1848/49 unterstützte Knoodt demokratische Reformen. Am 23. März, fünf Tage nach den blutigen Auseinandersetzungen in Berlin, predigte er in Bonn in einem Gottesdienst zu Ehren der Märzgefallenen. Knoodt war vom Mai 1848 bis Februar 1849 (vor Verabschiedung der Reichsverfassung) Abgeordneter der Frankfurter Nationalversammlung (Wahlkreis Neuwied). Er gehörte der Zentrums-Fraktion Casino-Partei an.
Im Dezember 1869 begann in Rom das von Pius IX. einberufene Vatikanische Konzil (Vaticanum I). Auf ihm wurde im Sommer 1870 die Dogmatisierung der päpstlichen Unfehlbarkeit (Infallibilität) beschlossen. Alle deutschen Bischöfe, die sich gegen die Dogmatisierung ausgesprochen hatten, unterwarfen sich letztlich dem Beschluss. Aber viele katholische Professoren, darunter Knoodt, begehrten dagegen auf. Der Ultramontanismus der Kirchenhierarchie führte dazu, dass sich katholische Gemeinden zu den vor-vatikanischen, den alten Zuständen bekannten und ein altkatholisches Bistum gründeten, das die preußische, badische und hessische Regierung bald anerkannten. Joseph Hubert Reinkens war der erste Bischof des Katholischen Bistums der Alt-Katholiken im Deutschen Reich, in dessen Dienst sich Knoodt stellte. Er wurde 1878 zum Generalvikar ernannt (nach dem Rücktritt von Franz Heinrich Reusch) und blieb es bis zu seinem Tod.
Knoodt wurde auf dem Alten Friedhof Bonn beigesetzt.

## Werke
- De Cartesii sententia: cogito ergo sum, Dissertation, Breslau 1845.
- Rede während des Trauergottesdienstes für die in Berlin Gefallenen, Bonn 1848.
- Habilitationsschrift De legitimis rei publicae potestatibus[8], Bonn 1849.
- Günther und Clemens. Offene Briefe, bei Wilhelm Braumüller, Wien 1853.
- Rede, gehalten am Grabe seines Freundes Herrn Professor Dr. Baltzer, Bonn 1871.
- Fünf Predigten über das Kreuz- und Meßopfer, bei Eduard Weber, Bonn 1875.
- Reden der Herren Prof. Dr. Knoodt und Bischof Dr. Reinkens, gehalten im Altkatholischen Verein in Düsseldorf am 24. März 1876.
- Die Thomas-Enzyklika Leo's XIII. vom 4. August 1879. Vortrag, bei Eduard Weber, Bonn 1880.
- Anton Günther: eine Biografie, in zwei Bänden[9], bei Wilhelm Braumüller, Wien 1881.
- Anti-Savarese[10], Texte aus dem Nachlass Günthers, die Knoodt postum herausgegeben und in einem Anhang (dem größeren Teil des Buches) kommentiert hat, Wien 1883.